# Richard Hays
Richard Bevan Hays (Oklahoma City, 4 maggio 1948 – Nashville, 3 gennaio 2025) è stato un teologo, biblista e predicatore statunitense.

## Biografia
Dopo aver conseguito il bachelor of arts in letteratura inglese nel 1970 all'Università di Yale, Hays si sentì attratto dagli studi religiosi e si è iscrisse dunque alla Perkins School of Theology  della Southern Methodist University, ma abbandonò gli studi dopo un anno perché deluso dall'ambiente del seminario. Insieme alla moglie Judith si trasferì nel 1971 in Massachusetts e insegnò inglese in una scuola pubblica di Longmeadow. Con altre persone fondò una comunità cristiana a West Springfield. Volendo poi diventare teologo frequentò la Yale Divinity School, dove conseguì nel 1977 il Master of Divinity. Alla Emory University conseguì il Ph.D. in Nuovo Testamento nel 1981. Nello stesso anno divenne assistente di Nuovo Testamento alla Yale Divinity School e nel 1984 è diventato professore associato. Nel frattempo è stato consacrato pastore della Chiesa metodista. Nel 1991 si è trasferito alla Divinity School dell'Università Duke in qualità di professore associato di Nuovo Testamento e nel 1995 fu nominato professore ordinario. Nel 2010 fu eletto decano della facoltà, incarico lasciato nel 2015 per motivi di salute. Nel 2018 si ritirò dall'insegnamento e fu nominato professore emerito.
Hays fu un'autorità riconosciuta a livello internazionale nel campo dei Vangeli, delle Lettere di Paolo e dell'etica del Nuovo Testamento. Autore di numerosi articoli, pubblicò diversi libri come autore o curatore editoriale. Come docente tenne seminari e conferenze nell'America del Nord, in Europa, Israele, Australia, Nuova Zelanda e Giappone. Come pastore metodista predicò in numerose località, dalle chiese rurali dell'Oklahoma all'Abbazia di Westminster.

## Libri

### Pubblicazioni come autore
- Echoes of Scripture in the Letters of Paul, Yale University Press, 1989
- The Moral Vision of the New Testament: Community, Cross, New Creation, HarperSanFrancisco, 1996
- First Corinthians, Westminster, John Knox Press, 1997
- New Testament Ethics: the story retold, CMBC Publications, 1998
- The Faith of Jesus Christ: The Narrative Substructure of Galatians 3:1-4:11, Eerdmans, 2002
- The Conversion of the Imagination: Paul as Interpreter of Israel's Scripture, Eerdmans, 2005
- Reading Backwards: figural Christology and the fourfold gospel witness,  SPCK Publishing, 2014
- Echoes of Scripture in the Gospels, Baylor University Press, 2016

### Pubblicazioni come curatore editoriale
- Con Ellen F. Davis, The Art of Reading Scripture, Eerdmans, 2003
- Con Stefan Alkier, Die Bibel im Dialog der Schriften: Konzepte intertextueller Bibellektuere, Francke, 2005
- Con Beverly Roberts Gaventa, Seeking the Identity of Jesus: A Pilgrimage, Eerdmans, 2008
- Con Stefan Alkier e Leroy Andrew Huizenga, Reading the Bible intertextually, Baylor University Press, 2009
- Con Nicholas Perrin, Jesus, Paul and the People of God: A Theological Dialogue with N. T. Wright, IVP Academic, 2011
- Con Stefan Alkier, Revelation and the Politics of Apocalyptic Interpretation, Baylor University Press, 2012

### Capitoli di libri
- "Reading Scripture in Light of the Resurrection", in The Art of Reading Scripture, Eerdmans, 2003
- "The Story of God's Son: The identity of Jesus, in the letters of Paul", in Seeking the Identity of Jesus: A Pilgrimage,  Eerdmans,  2008
- "The Liberation of Israel in Luke-Acts: intertextual narration as countercultural practice", in Reading the Bible intertextually, Baylor University Press, 2009
- "Faithful Witness, Alpha and Omega: the identity of Jesus in the Apocalypse of John", in Revelation and the Politics of Apocalyptic Interpretation, Baylor University Press, 2012